# Emil Huschke
Emil Huschke (ur. 14 grudnia 1797 w Weimarze, zm. 19 czerwca 1858 w Jenie) – niemiecki anatom i embriolog.
Od 1814 studiował medycynę na Uniwersytecie w Jenie, w 1818 uzyskał doktorat, habilitował się w 1820 na podstawie pracy "Fizjonomia i mimika twarzy". W 1823 został mianowany profesorem anatomii i fizjologii. W 1826 uzyskał profesurę honorową i został dyrektorem Instytutu Anatomicznego Uniwersytetu. W 1838 został mianowany profesorem zwyczajnym anatomii i fizjologii. Na tym stanowisku prowadził wykłady z anatomii, embriologii, fizjologii, historii naturalnej, zoologii i antropologii medycznej. Jego córka Agnes Huschke w 1867 roku wyszła za Ernsta Haeckela (1834–1919).